# Ardeamya petitiana
Ardeamya petitiana, anteriormente conocida como Tellina petitiana, es una especie de almeja marina. Fue descripta por primera vez por D'orbigny en 1845.  Ardeamya petitiana pertenece al género Ardeamya, dentro de la familia Tellinidae.

## Ecología y anatomía
La valva derecha es más plana y liviana que la izquierda. Un aspecto diagnóstico de la especie es la ausencia de dientes en la charnela izquierda. Al igual que en otros telínidos, el músculo cruciforme tiene un canal interno de aspecto sensitivo. Carece de tentáculos sifonales al diferencia de especies de otros géneros de la misma familia (Macoma, Mesodesmatacea). Los músculos aductores presentan solamente la porción de músculo liso (musculación tónica). Carecen de sillón bisal. Branquias fusionadas en su extremo posteroventral.
En el Golfo San Matías, Ardeamya petitiana es presa de la gaviota cocinera Larus dominicanus.